# كارلو أدريانو
كارلو أدريانو غارسيا براديس، المعروف باسم كارلو أدريانو، هو لاعب كرة قدم إسباني، من مواليد 12 فبراير 2001، يلعب كلاعب وسط مركزي في نادي فياريال.

## روابط خارجية
- كارلو أدريانو على موقع قاعدة بيانات كرة القدم.إي يو (الإنجليزية)
- كارلو أدريانو على موقع Soccerway.com (الإنجليزية)